# Sushi Pack
Sushi Pack is een animatiereeks op CBS. Het is een team bestaande uit wasabi, zalm/ei-sushi, krab-sushi, tonijn-sushi en octopus sushi die de wereld te hulp komen gesneld.
Ondanks het superheld-element in deze serie, wordt geweld enkel toegepast als een laatste reddingsmiddel. De reeks handelt over de zoektocht naar vriendschap, sociale vaardigheden en samenwerking. Er zitten veel educatieve elementen in vervat. De reeks werd geproduceerd door American Greetings, Cookie Jar Entertainment, en Tom Ruegger.

## Hoofdfiguren

### Sushi Pack leden
- Ikura Maki: Oranje zalm. Hij beschikt over bijzondere krachten en kan kleverige viseitjes afschieten. Andrew Francis verleent zijn stem aan dit figuur in de originele Amerikaanse versie.
- Kani Maki: Roze krab. Haar paardenstaartjes zijn stevige klauwen, die ze gebruikt om zich te verweren. Chiara Zanni spreekt de originele versie in van dit figuur.
- Maguro Maki: Paarse tonijn. Zij kan zweven, en beschikt over geestelijke krachten. Zij is 'in tune with her inner tuna'. Zij wordt vertolkt door Tara Strong.
- Tako Maki: Blauwe octopus. De onofficiële leider met zes tentakels. Tako praat met een typisch Brits accent. Hij verkiest eerder zijn krachten te gebruiken en veelkleurige inkt te spuiten om een wereld vermaard kunstenaar te worden, dan om het slechte te bestrijden. Zijn stem wordt vertolkt door D.J. Rick Adams.
- Wasabi Pow: Groene Wasabi. Een kleiner en tekstloos lid van Sushi Pack. Een pikante mosterdbal die enkel kan communiceren met piepende geluidjes. Gelukkig verstaan zijn teamleden hem probleemloos! Hij heeft de eigenschap om vuurballen te spuien.
- Jared Pow: Blauwe Blowfish. Een kleiner lid van Sushi Pack. Heeft een hete mosterdadem en spreekt eveneens met een Engels accent. Hij wordt vertolkt door Jake T. Austin